# Oro blanco

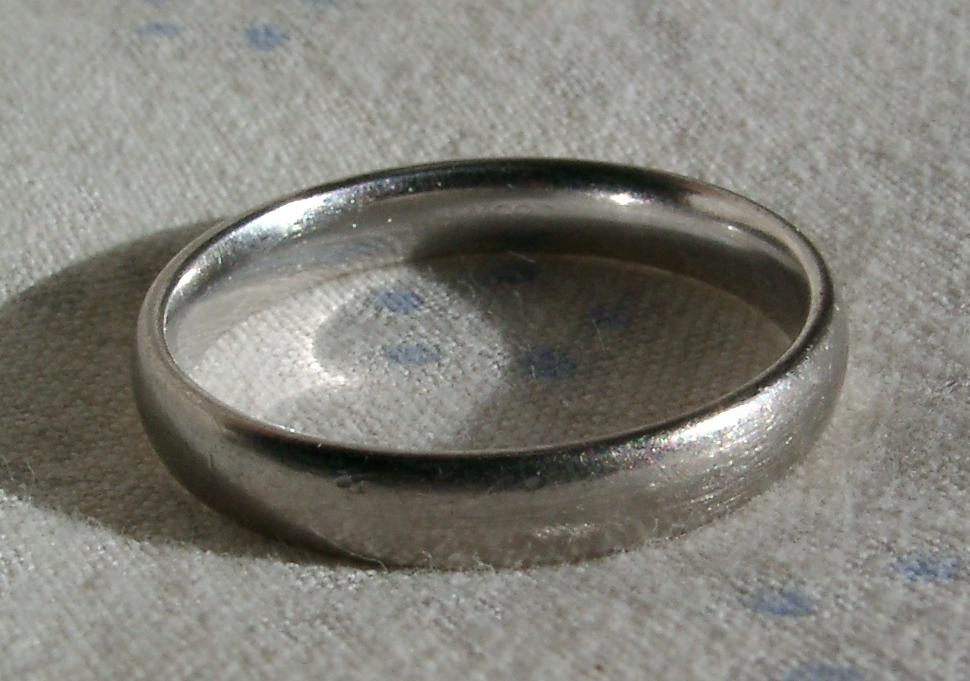
Oro blanco con una capa externa de rodio.

Se denomina oro blanco a una aleación de oro y algún otro metal blanco, por lo general níquel, manganeso o paladio, muchas veces recubierta de rodio de alto brillo (acabado espejo), debido al brillo ligeramente apagado del metal resultante en algunas mezclas. Esta aleación es muy usada en joyería, especialmente como alternativa barata para el platino, pues llega a costar un tercio de lo que costaría la misma cantidad de este.
Las propiedades del oro blanco dependen según los metales y proporciones utilizadas. Por ello se pueden utilizar aleaciones de oro blanco para usos muy diversos; mientras que una aleación con níquel es muy dura y resistente y por lo tanto adecuada para fabricar anillos y dijes, las aleaciones de oro-paladio son blandas, maleables y buenas para engarzar piedras preciosas; a veces junto con otros metales tales como cobre, plata y platino para aumentar el peso y la durabilidad, aunque ello requiere del trabajo de un orfebre especializado.  una forma muy amplia en la industria para describir las diversas aleaciones de oro con un tono blanquecino. Es una creencia errónea que el color del recubrimiento de rodio, que se presenta en muchas joyas, sea el color del oro blanco. El adjetivo «blanco» abarca, en este caso, un espectro amplio de tonalidades que van del amarillo claro, amarronado y hasta un rosa muy claro. A menudo la industria de la joyería enmascara colores distintos del blanco con un recubrimiento de rodio.
Una fórmula común de oro blanco es 90 % peso de oro y 10 % peso de níquel.    Si se agrega cobre se obtiene un metal más maleable.

## Aplicaciones
- Joyería: anillos, relojes, pulseras, etc.
- Productos electrónicos: Procesadores, tarjetas gráficas, teclados, etc.

## Quilates
El oro blanco, al igual que otras aleaciones de oro para joyería, se comercializa en 18 quilates, que consta de 75 % de oro puro, y normalmente un 16 % de paladio y un 9 % de plata pura. También se puede encontrar oro blanco de 14 quilates, bajando el porcentaje de oro puro al 59 % de la aleación total.

## Irritación cutánea
Algunas personas (aproximadamente el 13,5 %) son sensibles o alérgicas al oro blanco. Esto ocurre a causa de la reacción del níquel que contienen algunas aleaciones. Las reacciones suelen ser leves y son sólo erupciones. Sin embargo, actualmente se elaboran aleaciones que reducen las probabilidades de irritar la piel.

## Cuidados
A veces, el oro blanco está galvanizado con una capa externa de rodio de 0,05 a 0,5 μm de espesor. Por el espesor tan reducido, los rayones en esta capa pueden permitir la oxidación y esto debilitará aún más la capa de rodio. Lo ideal sería una capa de 2,0 μm para que dure más tiempo. Una joya de oro blanco con rodio puede ser enchapada de nuevo en algunas joyerías.